# Rucăr
Rucăr è un comune della Romania di 6 149 abitanti, ubicato nel distretto di Argeș, nella regione storica della Muntenia.
Il comune è formato dall'unione di 2 villaggi: Rucăr e Sătic.
Dal 2008 la città di Rucăr è gemellata con Casavatore (Italia).
Il comune ha dato i natali a Victor Slăvescu (1891-1977), economista e uomo politico, in passato Ministro delle finanze.
Nel municipio di Rucar, si trova l'orologio meccanico più complicato del modo, l'Anetorova.